# Bertkauia crosbyana
Bertkauia crosbyana är en insektsart som beskrevs av Chapman 1930. Bertkauia crosbyana ingår i släktet Bertkauia och familjen dunhornstövsländor. Inga underarter finns listade i Catalogue of Life.